# Sylvicola oceana
Sylvicola oceana är en tvåvingeart som först beskrevs av Frey 1949.  Sylvicola oceana ingår i släktet Sylvicola och familjen fönstermyggor.
Artens utbredningsområde är Madeira. Inga underarter finns listade i Catalogue of Life.